# Jaguar XE
La Jaguar XE (nome in codice X760) è una berlina a quattro porte prodotta dalla casa automobilistica britannica Jaguar da aprile 2015 al 22 maggio 2024.
La XE è la prima Jaguar compatta dal 2009, quando è uscita di produzione la X-Type, ed è il primo di diversi modelli ad essere costruito utilizzando una piattaforma modulare in alluminio.

## Il contesto

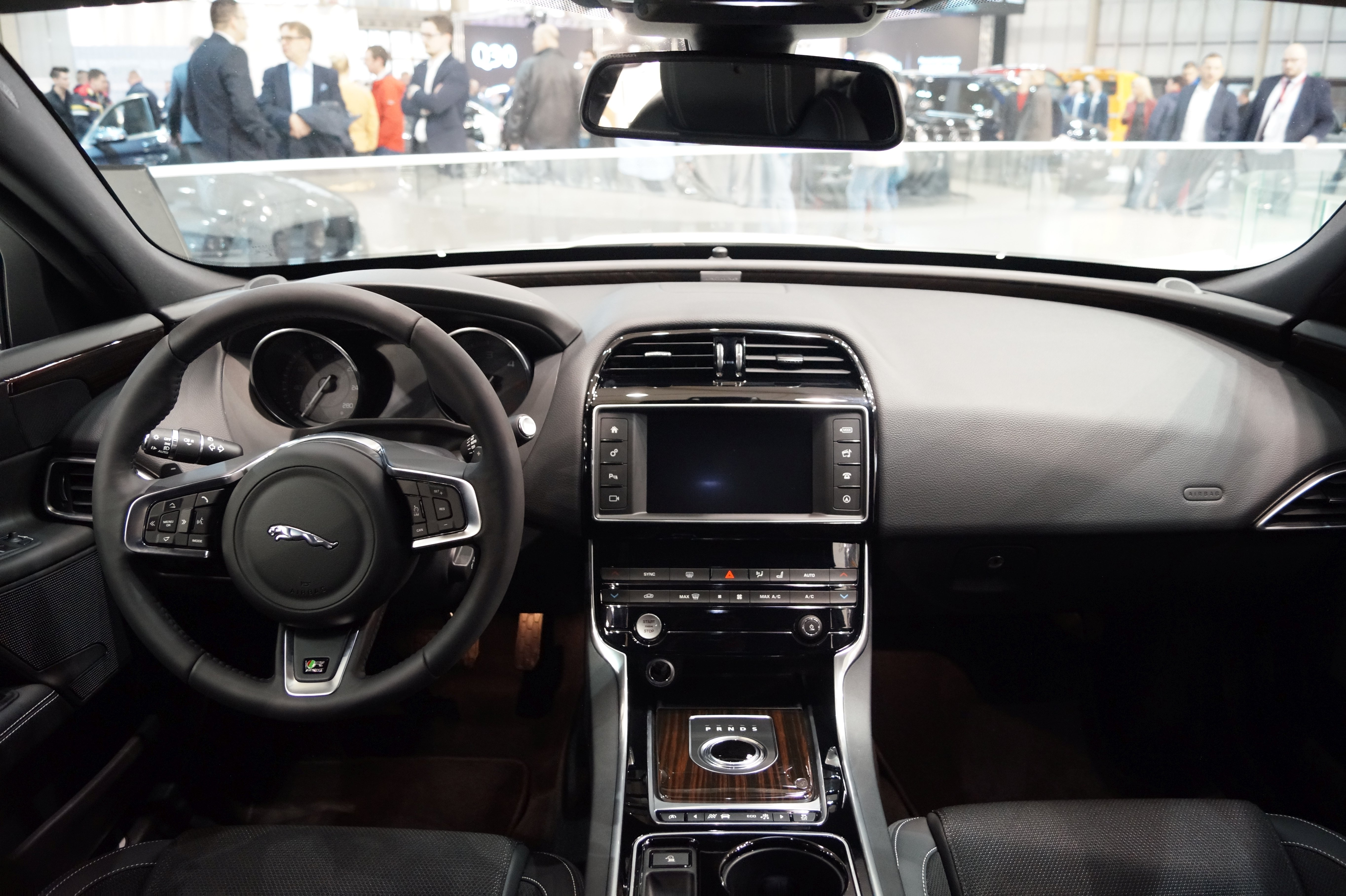
Interni

Il veicolo è stato annunciato, ma non esposto, al salone dell'automobile di Ginevra 2014. La sua prima apparizione mondiale è stata l'8 settembre 2014 a Londra. La produzione è stata formalmente avviata il 13 aprile 2015 nello stabilimento di Solihull di Jaguar & Land Rover.
Il designer Ian Callum ha curato lo stile dell'esterno della XE. La carrozzeria ha un coefficiente di resistenza aerodinamica di 0,26. La costruzione è caratterizzata da una struttura monoscocca in alluminio incollato e rivettato, con struttura antiurto anteriore e posteriore imbullonati. In caso di investimento di un pedone, il cofano attivo si solleva di alcuni centimetri per evitare l'urto con il motore e altre parti meccaniche non deformabili.
All'interno è presente un selettore marce rotondo. La console centrale presenta un touch screen da 8 o da 10,2 pollici.

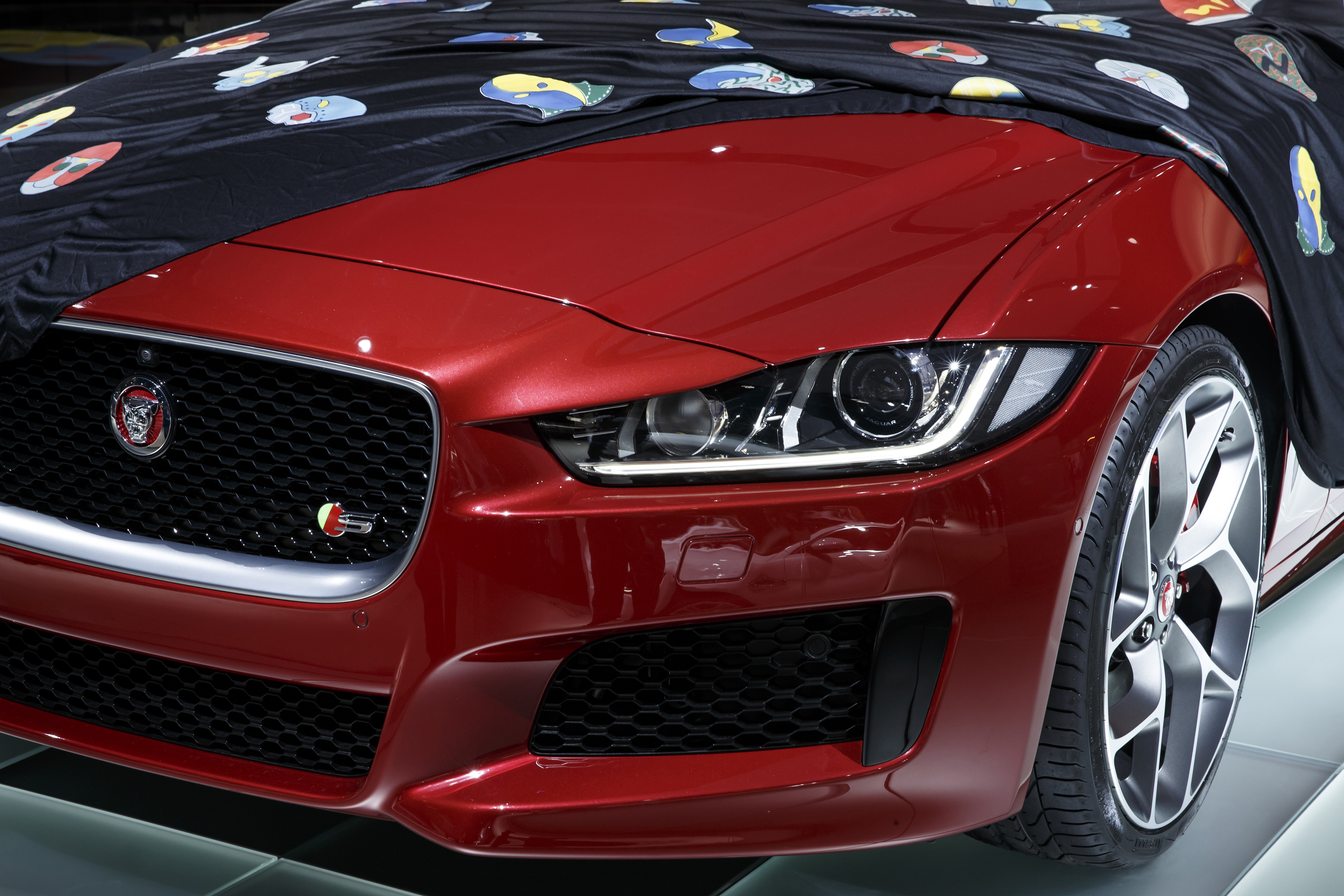
Dettaglio del frontale

## Motorizzazioni
Al lancio fino al 2017, i quattro cilindri a benzina provenivano dalla famiglia dei motori Ford EcoBoost. I nuovi motori a benzina Ingenium hanno sostituito le precedenti unità Ford a partire dal 2017. Dal 2015 fino al 2019, è stato offerto il motore V6 a benzina che proveniva dalla famiglia dei motori Jaguar AJ-V8.
La XE è alimentata da propulsori Jaguar quattro cilindri turbo da 2,0 litri denominato Ingenium, caratterizzati da un largo uso di alluminio per la loro costruzione. La famiglia di motori da 2,0 litri Ingenium è presente sia con varianti a benzina che diesel con diverse potenze. Il diesel da 2,0 litri da 163 CV gioca una parte importante nella riduzione complessiva dei consumi (26,3 Km/l) e dell'inquinamento, producendo emissioni di CO2 pari a 99 g/km. A maggio 2017 debutta il nuovo propulsore 2.0 diesel da 240 CV abbinato esclusivamente alla trazione integrale e al cambio automatico ad 8 rapporti: questo motore è in grado di fornire ottime prestazioni con consumi contenuti (19,2 Km/l). Sempre nella prima metà del 2017 il 2.0 turbo a benzina da 240 CV passa a 250 CV e i consumi migliorano leggermente: da 13,3 Km/l per entrambe le versioni da 200 CV e 240 CV a 15,9 Km/l (14,7 per la variante a trazione integrale da 250 CV). 

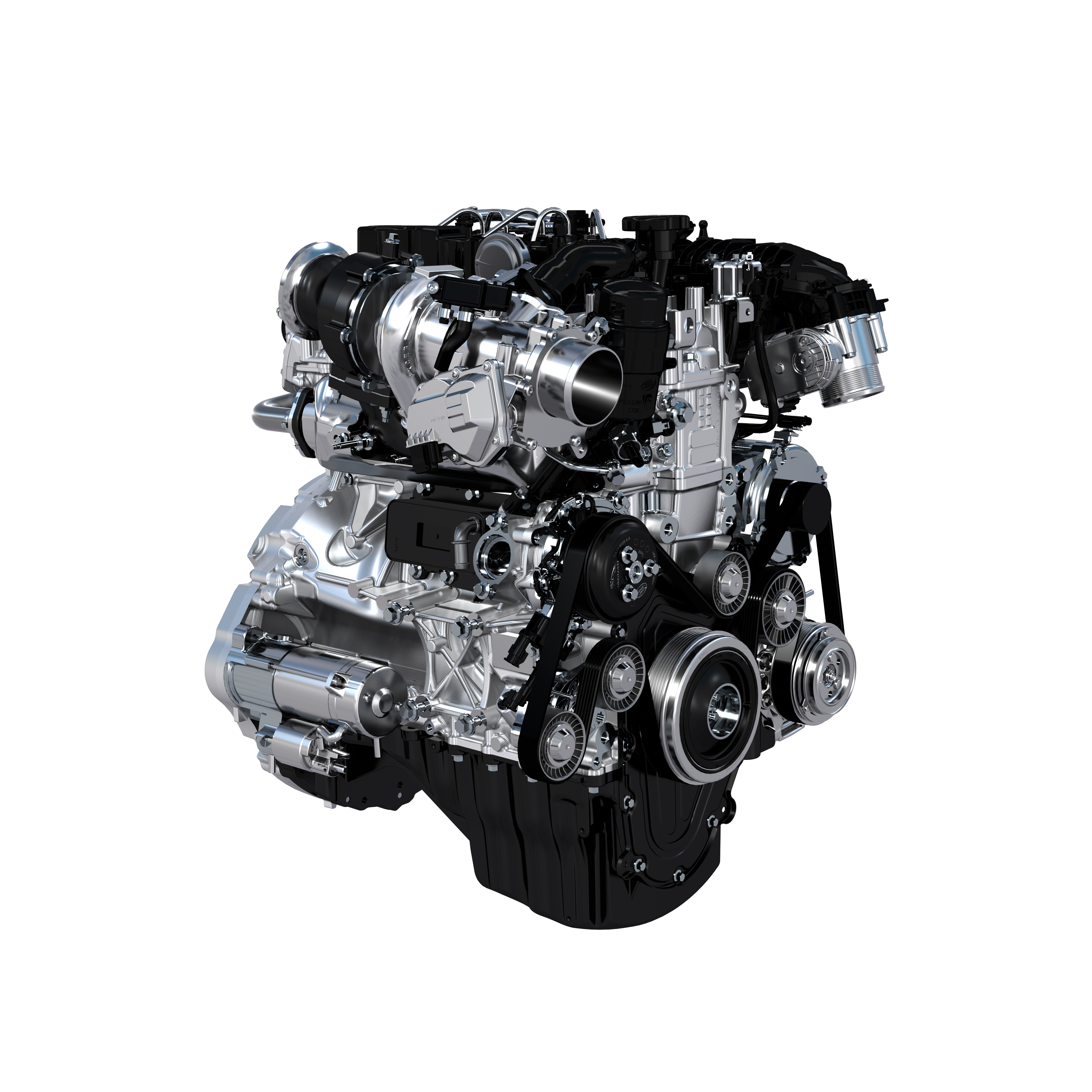
il nuovo motore denominato Ingenium della Jaguar Land Rover

La divisione operazioni speciali di Jaguar ha annunziata nel 2014 una variante ad alte prestazioni per competere con l'Alfa Romeo Giulia Quadrifoglio, l'Audi RS4, la BMW M3 e la Mercedes-Benz C63 AMG. Questo modello utilizza il motore siglato AJ-V8 da 5,0 litri V8 sovralimentato in grado di sviluppare inizialmente circa 490 CV. Nel 2018, tale variante, denominata Project 8, è stata presentata, e la potenza sviluppata è stata però dichiarata pari a 600 cavalli.

### Trasmissione
I modelli diesel a trazione posteriore montano un manuale a 6 marce, mentre tutti gli altri sono dotati di un ZF a 8 marce automatico, una variante più leggera del cambio attualmente montato su altri modelli di Jaguar e tra le concorrenti tra cui la BMW serie 3.

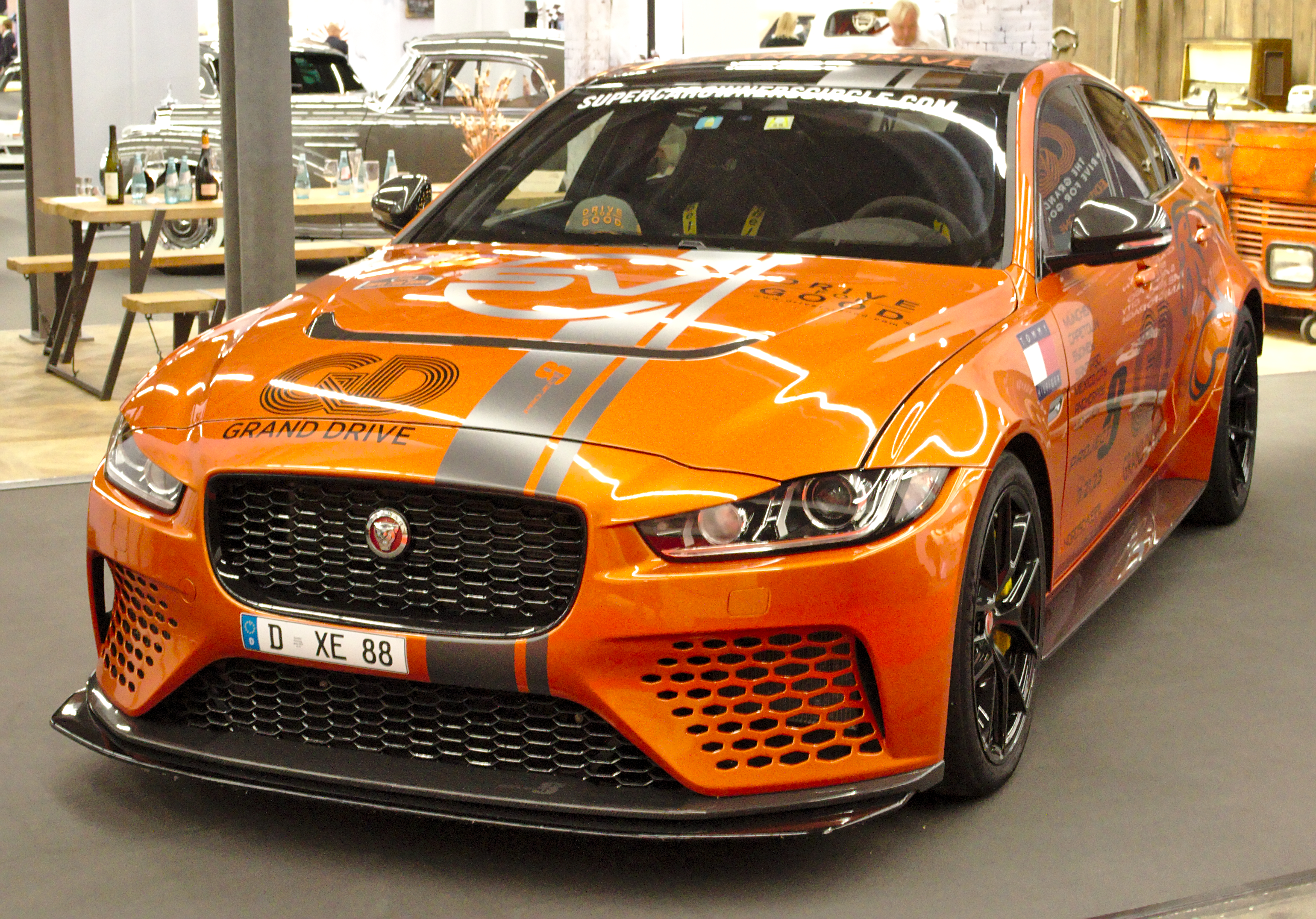
Frontale di una SV Project 8

## Evoluzione

### SV Project 8
Al Goodwood Festival of Speed nel giugno 2017 ha debuttato una versione speciale ad alte prestazioni della XE chiamata SV Project 8. L'auto di base è stata modificata dal reparto Special Vehicle Operations (SVO) di Jaguar-Land Rover e caratterizzata da pannelli della carrozzeria in fibra di carbonio e nuove componenti aerodinamiche tra cui uno splitter anteriore e un alettone posteriore, finiture interne in fibra di carbonio e Alcantara, dischi freno in carboceramica da 400 mm con pinze a sei pistoncini, esclusivi cerchi da 20 pollici con pneumatici Michelin Sport Cup 2 e una versione sovralimentata mediante compressore volumetrico ed intercooler da 600 CV del propulsore 5,0 litri Jaguar AJ-V8.
Dopo la F-Type Project 7 questo è il secondo veicolo sviluppato dal dipartimento Special Vehicle Operations (SVO). Proprio dalla F-Type Project 7 Roadster riprende alcune componenti meccaniche tra cui il propulsore che grazie a un nuovo software di gestione motore, a un miglioramento dei flussi dell'aria in aspirazione e a un nuovo sistema di scarico, eroga 18 kW (25 CV) in più. Con un peso di 1745 kg e la trazione integrale di serie, è in grado di coprire in 3,7 secondi lo 0-100 km/h e di raggiungere una velocità massima di 320 km/h.

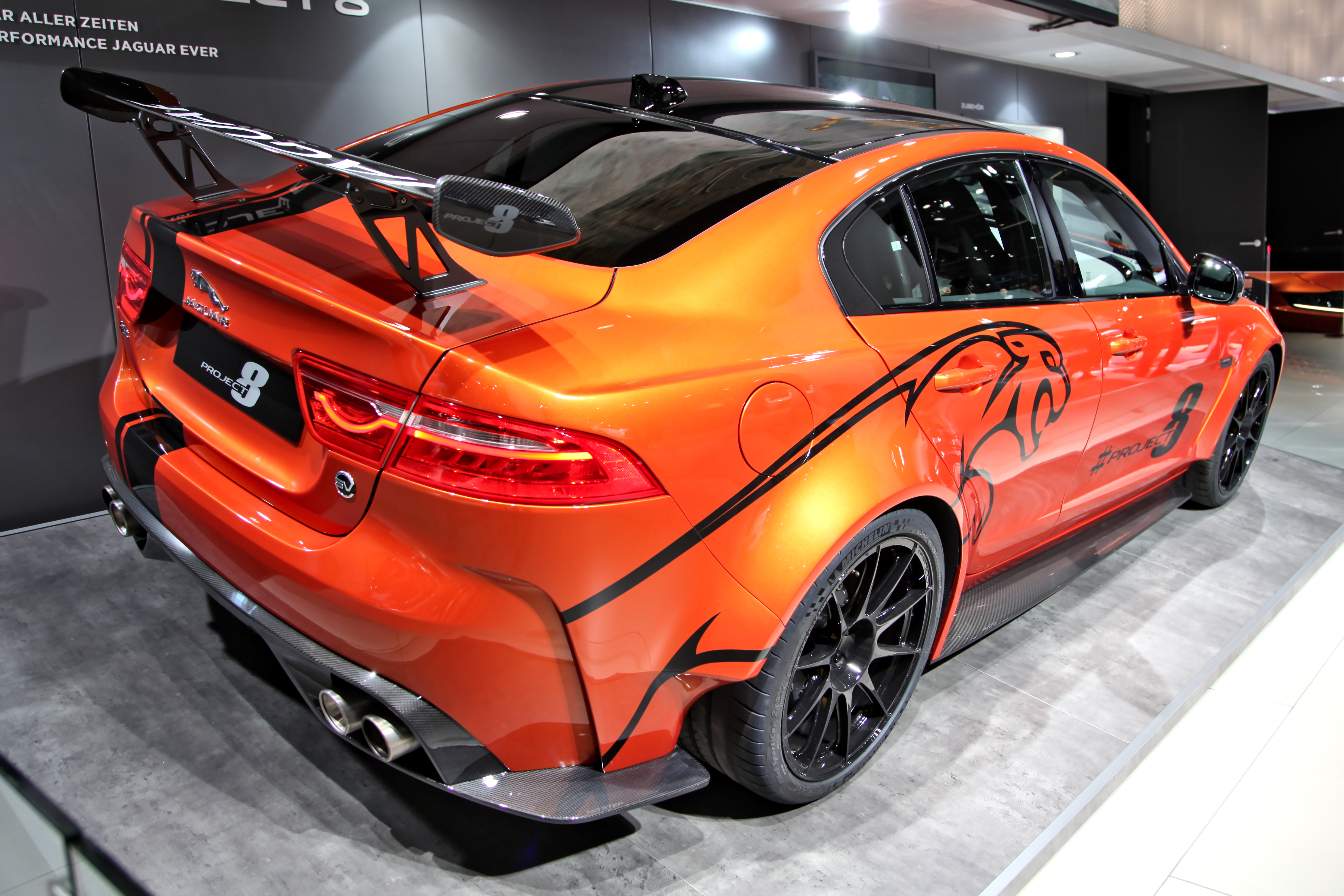
Retro

Inoltre la Project 8 ha quattro sedili avvolgenti rivestiti in pelle, con i due sedili anteriori montati su telai in magnesio leggero. Un "pacchetto pista", presenta un roll bar al posto dei sedili posteriori e sedili da corsa in fibra di carbonio con cinture da competizione a quattro punti.
Nell'autunno 2017, la XE SV Project 8 sul tracciato del Nordschleife Nürburgring ha marcato sul giro secco veloce il tempo di 7:21:23 minuti, un tempo inferiore rispetto alla Alfa Romeo Giulia Quadrifoglio che deteneva il primato tra le berline di serie a quattro porte.
La produzione totale è limitata a 300 in tutto il mondo.
In seguito è stata presentata a giugno 2019 la SV Project 8 Touring, una versione più stradale della XE SV Project 8, che utilizza la stessa meccanica, ma ha uno spoiler posteriore più piccolo in loco dell'alettone e due sedili posteriori al posto del roll-bar. La produzione è limitata a 15 unità, mentre la velocità massima è di 300 km/h.

### Restyling 2019

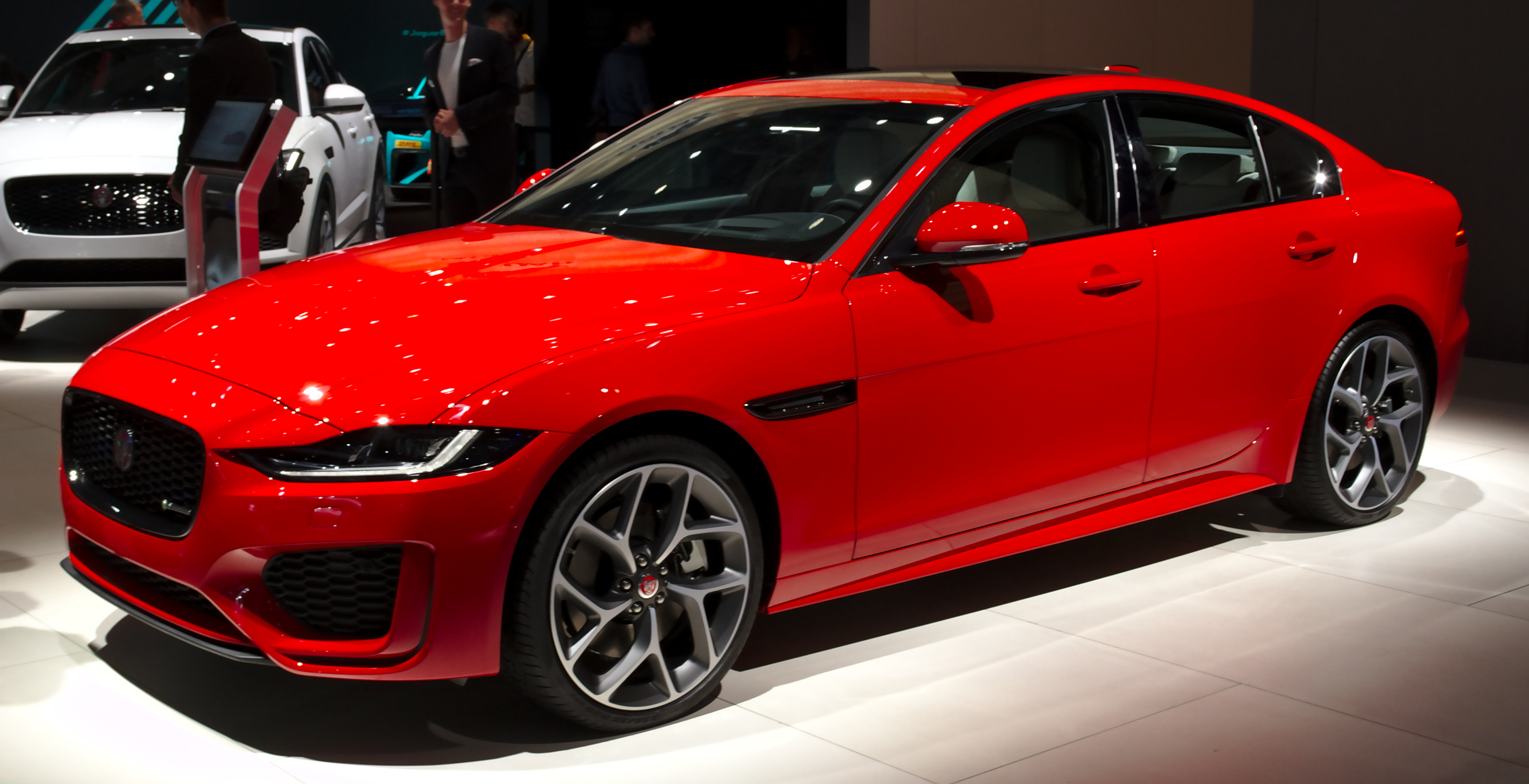
Restyling 2019

Nel 2019 la vettura è stata sottoposta al restyling di metà carriera, con un nuovo frontale e nuovi fanali posteriori. All'interno le modifiche sono più sostanziose, con nuovi materiali finiture e rivestimenti per tutto l'abitacolo, nuova console centrale con display per infotaiment più grande che passa da 8 a 10” con nuovi comandi e una inedita pancetta sempre da 10” per comandare il climatizzatore. 

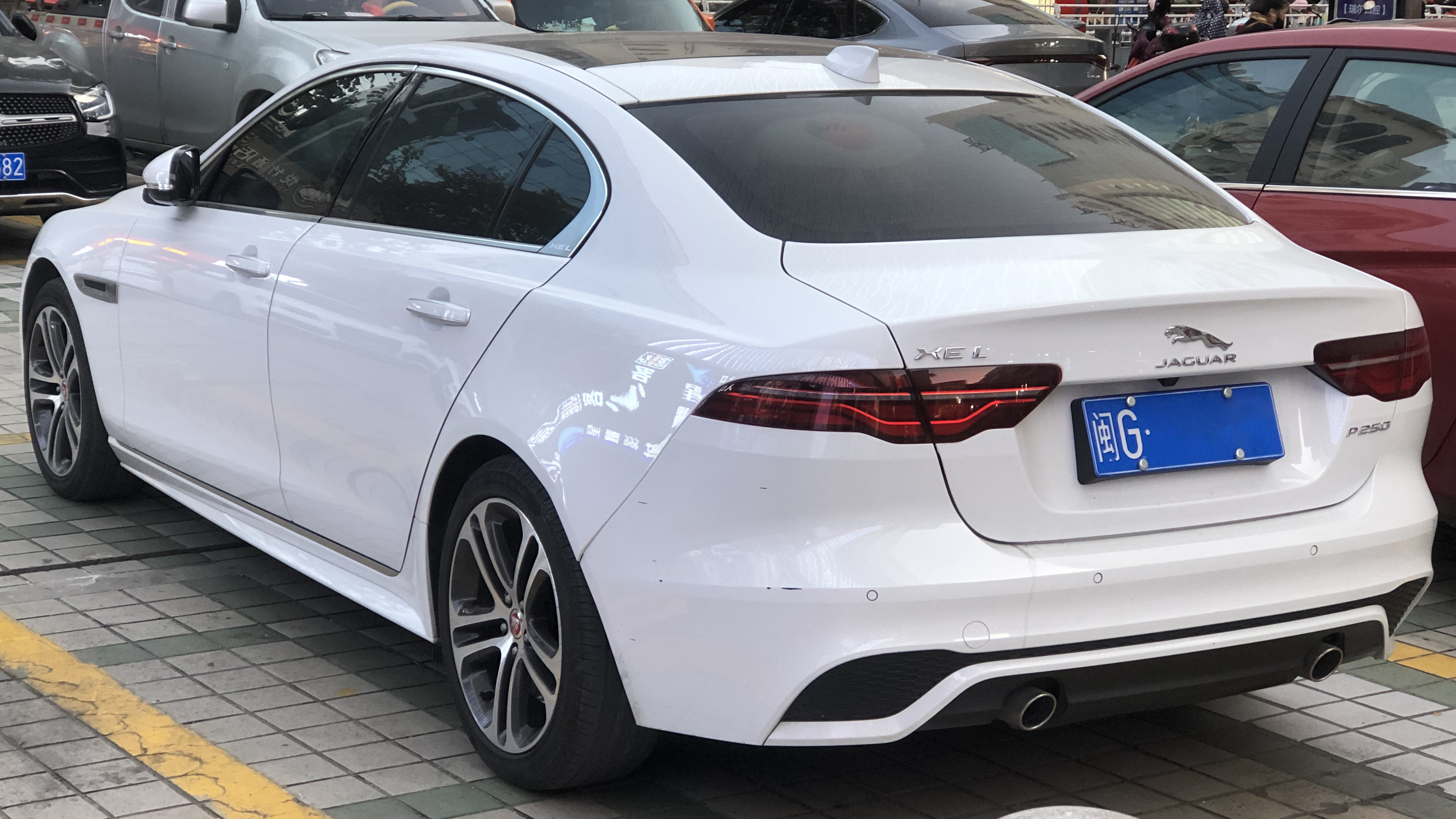
Retro Restyling 2019

Dalla I-Pace, viene ripreso il cruscotto con volante multifunzione e quadro strumenti digitale da 12,3”. C'è inoltre uno specchietto retrovisore interno del tipo digitale, che attraverso una telecamera grandangolare montata sul lunotto, trasmette le immagini della parte posteriore della vettura.
A fine 2020 è stata sottoposta ad un nuovo aggiornamento, che ha visto i maggiori cambiamenti all'interno e nella meccanica con l'arrivo di un sistema mild hybrid.

## Riepilogo motorizzazioni
| Motore                            | Alimentazione | Cilindrata (cm³) | Cilindri | Distribuzione                       | Trasmissione       | Trazione   | Potenza CV/rpm | Coppia Nm/rpm | Consumo (l/100 km) | Emissioni CO2 (g/km) | Velocità max. km/h | Accelerazione (0-100 km/h) sec. | Massa a vuoto kg |
| Versioni a gasolio                |               |                  |          |                                     |                    |            |                |               |                    |                      |                    |                                 |                  |
| 20d E-Performance                 | Diesel        | 1.999            | 4        | 4 valvole per cilindro (16 valvole) | 6 marce manuale    | Posteriore | 163/4000       | 380/1750      | 3,8                | 99                   | 212                | 8"4                             | 1475             |
| 20d E-Performance aut. (optional) | Diesel        | 1.999            | 4        | 4 valvole per cilindro (16 valvole) | 8 marce automatico | Posteriore | 163/4000       | 380/1750      | 4,1                | 104                  | 212                | 8"2                             | 1485             |
| 20d                               | Diesel        | 1.999            | 4        | 4 valvole per cilindro (16 valvole) | 6 marce manuale    | Posteriore | 180/4000       | 430/1750      | 4,2                | 109                  | 228                | 7"8                             | 1550             |
| 20d aut. (optional)               | Diesel        | 1.999            | 4        | 4 valvole per cilindro (16 valvole) | 8 marce automatico | Posteriore | 180/4000       | 430/1750      | 4,2                | 111                  | 228                | 7"6                             | 1560             |
| 20d AWD aut.                      | Diesel        | 1.999            | 4        | 4 valvole per cilindro (16 valvole) | 8 marce automatico | Integrale  | 180/4000       | 430/1750      | 4,7                | 123                  | 225                | 7"9                             | 1615             |
| 25d AWD aut.                      | Diesel        | 1.999            | 4        | 4 valvole per cilindro (16 valvole) | 8 marce automatico | Integrale  | 240/4000       | 500/1500      | 5,2                | 137                  | 250                | 6"1                             | 1650             |
| Versioni a benzina                |               |                  |          |                                     |                    |            |                |               |                    |                      |                    |                                 |                  |
| 20b aut.                          | Benzina       | 1.999            | 4        | 4 valvole per cilindro (16 valvole) | 8 marce automatico | Posteriore | 200/5500       | 320/1200      | 6,3                | 144                  | 238                | 7"1                             | 1540             |
| 20b aut.                          | Benzina       | 1.999            | 4        | 4 valvole per cilindro (16 valvole) | 8 marce automatico | Posteriore | 250/5500       | 365/1200      | 6,3                | 144                  | 250                | 6"3                             | 1540             |
| 20b AWD aut.                      | Benzina       | 1.999            | 4        | 4 valvole per cilindro (16 valvole) | 8 marce automatico | Integrale  | 250/5500       | 365/1200      | 6,8                | 154                  | 250                | 6"2                             | 1600             |
| 3.0 V6 S aut.                     | Benzina       | 2.995            | V6       | 4 valvole per cilindro (24 valvole) | 8 marce automatico | Posteriore | 340/6500       | 450/4500      | 8,1                | 194                  | 250                | 5"1                             | 1665             |